# Dunaferr Aréna
El Dunaferr Aréna es un estadio de fútbol ubicado en la ciudad de Dunaújváros, Hungría. El 11 de octubre de 2001, el entonces ministro de Juventud y Deporte, Tamás Deutsch, y el director general del Dunaferr SE, László Tóth, colocaron conjuntamente la primera piedra del nuevo estadio, que fue inaugurado en 2003 y que cuenta con una capacidad para 12.000 espectadores.
La instalación deportiva, ubicada no lejos del río Danubio, también se la conoce como Dunaújváros Stadion o Eszperantó úti Stadion, por la calle Eszperantó úti en la cual se encuentra. El homónimo Dunaferr se corresponde con un gran productor de acero en Hungría. El club de fútbol Dunaújváros PASE (Dunaújváros Pálhalmai Agrospeciál SE) fundado en 1998, utiliza actualmente el estadio. El otro club de la ciudad el Dunaújváros FC utilizó el estadio hasta su disolución en 2009.
El estadio posee un total de 12.000 asientos en sus cuatro gradas, de los cuales 7.680 están cubiertos. Las dos gradas largas (oeste y este) están cubiertas, mientras que las gradas detrás de la portería están al aire libre. En la fila este, el nombre del patrocinador, Dunaferr, estaba representado con asientos rojos. El portón trasero en el norte está equipado con asientos rojos y el marcador electrónico está entronizado en él. El lado opuesto en el sur también está amueblado con asientos rojos. La iluminación del estadio se completó en octubre de 2014.